# Kéné Ndoye
Kéné Ndoye (* 20. November 1978; † 13. Februar 2023) war eine senegalesische Leichtathletin, die international vor allem im Dreisprung und Weitsprung sowie im geringeren Maße als Hürdenläuferin in Erscheinung trat.

## Karriere
Internationale Erfolge feierte Ndoye vor allem auf kontinentaler Ebene. Ihren ersten Titel gewann sie bei den Leichtathletik-Afrikameisterschaften 1996 in Yaoundé im Dreisprung. Außerdem wurde sie dort im Weitsprung Dritte und errang somit ihre ersten beiden von insgesamt zehn Medaillen bis 2006 in bei dieser Veranstaltung. 1998 in Dakar folgte ein zunächst ein dritter Platz im Dreisprung. Dieselbe Platzierung erreichte sie bei den Afrikaspielen 1999 in Johannesburg, nachdem sie kurz zuvor noch bei den Leichtathletik-Weltmeisterschaften in Sevilla in der Qualifikation gescheitert war. Auch bei den Olympischen Spielen 2000 in Sydney verpasste sie den Finaleinzug. Dafür siegte sie jedoch im selben Jahr bei den Leichtathletik-Afrikameisterschaften in Algier im Weitsprung und wurde Zweite im Dreisprung.
Bei den Leichtathletik-Afrikameisterschaften 2002 in Radès gewann Ndoye sowohl im Weit- als auch im Dreisprung die Silbermedaille, jeweils nur geschlagen von der späteren Olympiasiegerin Françoise Mbango Etone aus Kamerun. Außerdem sicherte sie sich eine Bronzemedaille im 100-Meter-Hürdenlauf, ihr bestes Resultat in dieser Disziplin. 2003 wurde sie bei den Leichtathletik-Hallenweltmeisterschaften in Birmingham Dritte im Dreisprung hinter der Europameisterin Ashia Hansen und Françoise Mbango Etone. Im selben Jahr belegte sie bei den Leichtathletik-Weltmeisterschaften in Paris den zehnten Platz und beim Leichtathletik-Weltfinale in Monaco den achten Platz. Den wohl größten Erfolg dieser Saison erreichte sie jedoch mit ihrem Sieg bei den Afrikaspielen in Abuja.
2004 konnte sich Ndoye bei den Leichtathletik-Hallenweltmeisterschaften in Budapest zu Beginn des Jahres nicht für das Finale qualifizieren. Dafür schaffte sie im Juli bei den Leichtathletik-Afrikameisterschaften in Brazzaville ihren dritten Titelgewinn nach 1996 und 2000, den zweiten im Weitsprung. Im Dreisprung wurde sie hinter der gebürtigen Kubanerin Yamilé Aldama, die erst kurz zuvor die sudanesische Staatsbürgerschaft erhalten hatte, Zweite. Im folgenden Monat startete sie bei den Olympischen Spielen in Athen in beiden Disziplinen. Im Weitsprung schied sie in der Qualifikation aus, im Dreisprung belegte sie im Finale Rang 14.
Bei den Leichtathletik-Weltmeisterschaften 2005 in Helsinki erreichte Ndoye den sechsten Platz im Dreisprung. Bei den Leichtathletik-Hallenweltmeisterschaften 2006 in Moskau fand das Finale dagegen wieder ohne ihre Beteiligung statt. In dieser Saison schloss sie ihre sportliche Laufbahn mit dem Gewinn zweier Silbermedaillen im Weitsprung und im Dreisprung bei den Leichtathletik-Afrikameisterschaften in Bambous ab.
Sie starb im Alter von 44 Jahren an den Folgen einer Polyarthritis.

## Bestleistungen
- 100 m Hürden: 13,79 s, 23. März 2002, Dakar
- Weitsprung: 6,64 m, 16. Juli 2004, Brazzaville
- Dreisprung: 15,00 m, 4. Juli 2004, Iraklio